# Lysimachia microcarpa
Lysimachia microcarpa är en viveväxtart som beskrevs av Hand.-mazz. och Cheng Yih Wu. Lysimachia microcarpa ingår i släktet lysingar, och familjen viveväxter. Inga underarter finns listade i Catalogue of Life.